# Dzień Ojca
Dzień Ojca – święto będące wyrazem szacunku i wdzięczności ojcom. W Polsce obchodzone jest corocznie 23 czerwca (od roku 1965).

## Geneza
Obchody zapoczątkowane zostały w Stanach Zjednoczonych, gdzie po sukcesie Dnia Matki pojawiły się głosy, by ustanowić święta również dla pozostałych członków rodziny. Dzień Ojca wydawał się naturalnym dopełnieniem. Pierwsze obchody święta odbyły się 19 czerwca 1910 roku w miasteczku Spokane w stanie Waszyngton za sprawą Sonory Smart Dodd, córki weterana wojny secesyjnej Williama Smarta. Sonora Dodd, dowiedziawszy się o ustanowieniu Dnia Matki (3 lata wcześniej, w 1907) wpadła na pomysł, by analogiczne święto wprowadzić dla uczczenia trudu opieki nad rodziną i zasług wszystkich ojców – w szczególności jej własnego, który po śmierci matki samotnie wychowywał ją oraz pięcioro młodszego rodzeństwa. Wydarzenie miało charakter lokalny, a starania o wprowadzenie go na skalę krajową nie przyjęły się przez kolejnych kilka dekad. Dopiero prezydent Nixon w 1972 roku oficjalnie ustanowił Dzień Ojca. Choć w Polsce święto to ma już kilkudziesięcioletnią tradycję, do tej pory (2013) nie dorównało popularnością Dniowi Matki.

### Geneza obchodów święta w Polsce
W czerwcu 1965 roku na łamach łódzkiego „Expressu Ilustrowanego” pojawiła się dyskusja na temat obchodów Dnia Ojca, wzorem innych krajów. Dziennikarz gazety – Konrad Turowski – podjął się sondowania pomysłu i znalezienia dla niego optymalnej daty. Zapytał o nią, mieszkającego w Łodzi poetę, Jana Sztaudyngera. Artysta, zapytany przez dziennikarza o poparcie pomysłu i wyznaczenie daty nowego święta, odpowiedział: „Popieram z całego serca, a dzień proponuję 23 czerwca. Jest to najkrótsza noc roku, ojciec ma labę, więc największe święto”. Wywiad opublikowano 16 czerwca 1965 na łamach gazety, zaś 23 czerwca 1965 roku „Express Ilustrowany” ogłosił obchody dnia ojca, co roku przypominając o tym święcie. Z czasem dołączyły do niego m.in.: „Przekrój” i „Przyjaciółka”.

## Obchody
We Włoszech, Hiszpanii i Portugalii jest to 19 marca (dzień świętego Józefa). Na Litwie świętuje się go w pierwszą niedzielę czerwca, w Austrii w drugą niedzielę czerwca, a w Turcji, Holandii, Francji, Wielkiej Brytanii i na Ukrainie Dzień Ojca obchodzi się w trzecią niedzielę czerwca.
W Niemczech Dzień Ojca obchodzi się w dniu Wniebowstąpienia Pańskiego (Christi Himmelfahrt), który przypada na 39. dzień po niedzieli wielkanocnej (40. dnia, licząc wraz z nią). Z czasem przerodził się on w Dzień Mężczyzn.
W krajach skandynawskich Dzień Ojca obchodzony jest w drugą niedzielę listopada, ale w Danii jest świętowany 5 czerwca.